# Лейпунский, Овсей Ильич
Овсей Ильич Лейпунский (4 января 1909 — 7 января 1990) — советский учёный-физик, заслуженный деятель науки и техники РСФСР, лауреат двух Сталинских премий. Брат Героя Социалистического Труда Александра Лейпунского и физика Доры Лейпунской.

## Биография
Родился в г. Белосток Гродненской губернии (ныне Польша) в семье десятника дорожного строительства. В 1930 году окончил Физико-механический факультет Ленинградского политехнического института.
Работал в Институте химической физики Академии наук СССР. В 1938 году после ареста брата отказался выступить с «осуждением его деятельности» и был уволен. После освобождения Александра Лейпунского восстановили в институте.
В 1939 году Овсей Лейпунский вычислил необходимые для успешного исхода опытов по синтезу алмазов величины давления: минимум 60 000 атмосфер
Во время Великой Отечественной войны совместно с Я. Б. Зельдовичем занимался исследованием внутренней баллистики реактивных снарядов на твёрдом топливе.
Им удалось значительно усовершенствовать снаряды гвардейских миномётов «Катюша». Стабилизация горения пороха позволила в несколько раз увеличить дальность полёта.
В 1947 году Овсей Лейпунский был привлечен к работам по созданию ядерного оружия. Участвовал в испытаниях атомных бомб, присутствовал при всех первых взрывах на Семипалатинском полигоне. С 1958 по 1979 год сочетал работу в ИХФ АН СССР с преподаванием в Московском инженерно-физическом институте. Был одним из организаторов кафедры радиационной физики и безопасности атомных технологий и долгое время ею заведовал.
С 1960 года снова занимался исследованиями в области горения твердого ракетного топлива, опубликовал несколько научных работ по этим вопросам.

Скончался в 1990 году после тяжёлой продолжительной болезни. Похоронен в Москве на Востряковском кладбище.

## Награды и звания
- За участие в разработке новейших приборов и методики измерений атомного взрыва награждён Сталинской премией 2 степени (Постановление Совета Министров СССР от 29 октября 1949 года).
- В тот же день «закрытым» Указом Президиума Верховного Совета СССР за выдающиеся научные открытия и технические достижения по использованию атомной энергии Александр Ильич и Овсей Ильич Лейпунские были награждены орденами Ленина, а Дора Ильинична Лейпунская — орденом «Знак Почёта».
- За работы по созданию аппаратуры для испытания изделий РДС-6с, РДС-4, РДС-5 и измерения на полигоне № 2 награждён Сталинской премией 2 степени (Постановление Совета Министров СССР от 31 декабря 1953 года).
- В 1976 году присвоено почётное звание «Заслуженный деятель науки и техники РСФСР».
- Также награждён орденом Трудового Красного Знамени, двумя орденами «Знак Почёта», медалями.

В 1982 году Институтом химической физики представлен к Государственной премии СССР за создание способа синтеза алмазов, однако премии не получил.

## Семья
Сын — Илья (1945—2021) — кандидат физико-математических наук, ведущий научный сотрудник Института энергетических проблем химической физики РАН, заведующий Лабораторией нано- и микроструктурного материаловедения.